# 오렌지색꿀박쥐
오렌지색꿀박쥐(Lonchophylla robusta)는 주걱박쥐과(신세계잎코박쥐류)에 속하는 박쥐의 일종이다. 콜롬비아와 코스타리카, 에콰도르, 니카라과, 파나마, 페루 그리고 베네수엘라에서 발견된다.

## 특징
작은 박쥐로 몸통 길이는 56~75mm이고 전완장은 40~45mm, 꼬리 길이는 6~11mm이다. 발 길이는 11~14mm, 귀 길이는 14~19mm이고 몸무게는 18.5g이다. 털이 짧다. 등 쪽은 오렌지색이지만 배 쪽은 노랑과 갈색빛을 띤다. 주둥이는 길다.

## 생태
동굴 그리고 이와 유사한 구조 속에서 작은 무리를 지어 생활한다. 먹이는 곤충이지만 꽃꿀과 꽃가루, 작은 열매를 먹기도 한다. 3월과 4월 사이에 새끼를 밴 암컷이 포획된다.

## 분포 및 서식지
니카라과와 코스타리카 북부와 남부, 파나마, 콜롬비아 북부와 중부 및 서부, 베네수엘라 북서부, 에콰도르, 페루 북부에 널리 분포한다. 해발 최대 1,000m 이하의 상록수 우림과 정원, 농장에서 서식한다.